# Tipula (Triplicitipula) perlongipes
Tipula (Triplicitipula) perlongipes is een tweevleugelige uit de familie langpootmuggen (Tipulidae). De soort komt voor in het Nearctisch gebied.